# Conservatorio de Praga

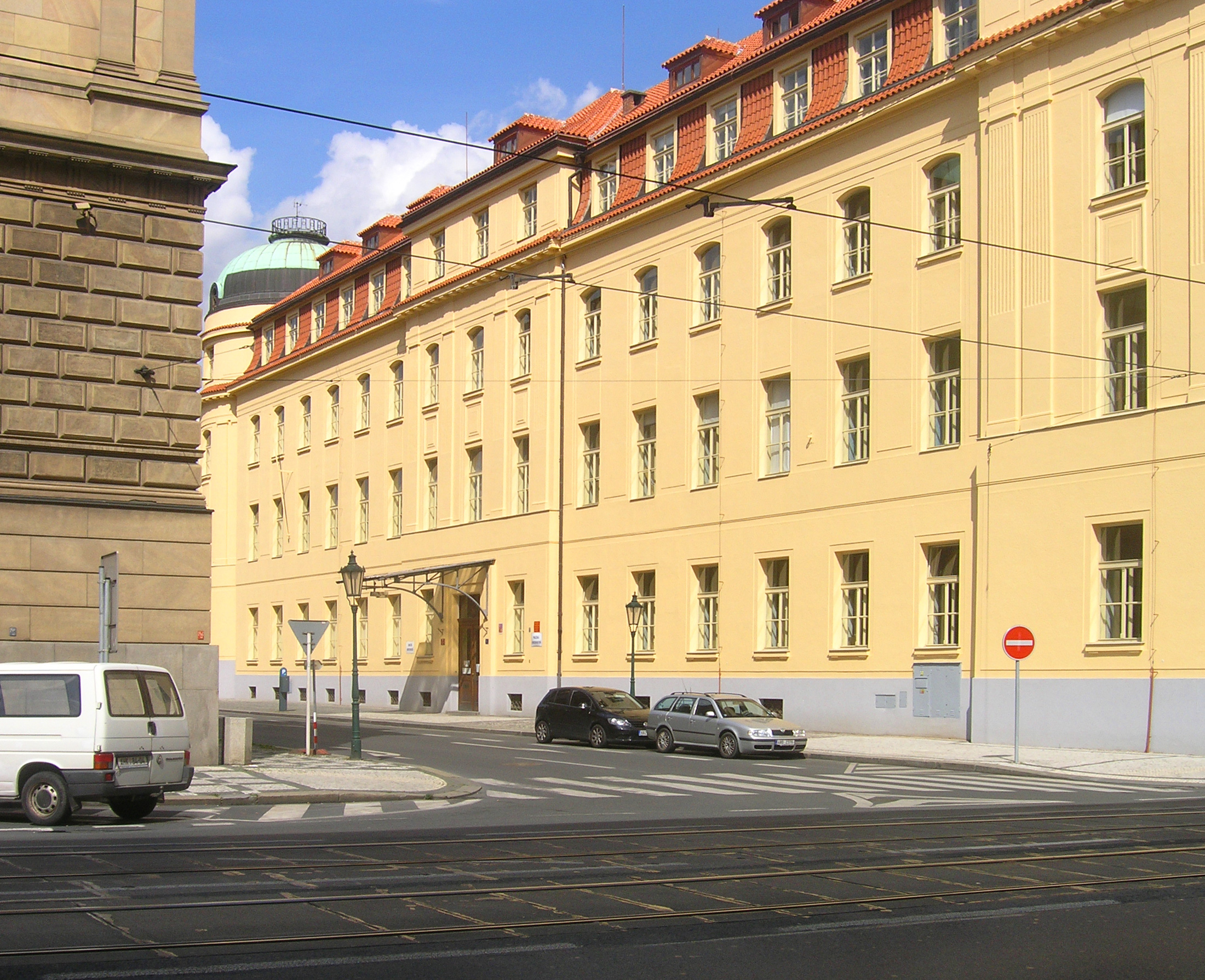
Edificio principal del Conservatorio de Praga.

El Conservatorio de Praga, en checo Pražská konzervatoř, es una escuela secundaria checa en Praga dedicatada a la enseñanza de las artes musicales y el teatro.

## Instrucción
El conservatorio ofrece instrucción para aprender a tocar diversos instrumentos musicales, incluyendo el acordeón, guitarra, piano y órgano, así como canto, composición, dirección orquestal y teatro. Los estudios tienen una duración de seis años. El currículim incluye estudios teóricos avanzados, aprendizaje de idiomas así como nociones básicas. La institutción tiene sus propias orquestas sinfónicas y de cámara, varios conjuntos camerísticos y una compañía de teatro. Se llevan a cabo unos 250 conciertos y 40 interpretaciones dramáticas al año.
En el curso académico 2005/2006, aproximadamente 550 checos y 40 alumnos extranjeros estudiaban en el conservatorio.

## Historia
El Conservatorio de Praga fue fundado en 1808 por aristócratas locales y burgueses. Las clases comenzaron en 1811, tras el retraso causado por las Guerras Napoleónicas. Friedrich Dionysius Weber fue nombrado como el primer director de la escuela.
En 1891, Antonín Dvořák formó parte de la facultad como jefe de estudio del departamento de composición. Fue el director de la escuela entre 1901 y 1904. Entre los estudiantes de Dvořák se encuentran los compositores Vítězslav Novák, Josef Suk (que fue más tarde director del conservatorio), Rudolf Friml, Oskar Nedbal o Franz Lehár.
La lista de profesores que enseñaron en la escuela incluyen el pianista Vilém Kurz.
Los siguientes alumnos estudiaron en la escuela: Jan Hřímalý, Otakar Ševčík, Jan Kubelík, Václav Talich, Karel Ančerl, Rafael Kubelík, Vítězslav Novák, Eugen Suchoň, Bohuslav Martinů (abandonó), Kateřina Jalovcová, Jana Jonášová, Jaroslav Ježek, Naděžda Kniplová, Václav Neumann, Jiří Bělohlávek, Franz Simandl, Václav Smetáček, Jana Sýkorová, Josef Rudolf Zavrtal, entre otros.
Tras la creación de Checoeslovaquia en 1918, se crearon departamentos de drama y ballet. Entre otros, Lída Baarová (abandonó), Jiří Langmajer, Tatiana Vilhelmová (abandonó), Filip Blažek y Zuzana Vejvodová estudiaron aquí.  Katya Zvelebilova empezó a enseñar ballet clásico en el conservatorio antes de unirse a la Royal Ballet School de Londres, donde forma parte de la plantilla al haberse retirado del mundo profesional.